# Karl Siebig
Karl Siebig (* 1947 in Neumünster) ist ein deutscher Filmregisseur und Drehbuchautor, der größtenteils auf dem Gebiet der Dokumentarfilme tätig ist. Er ist vor allem bekannt für seinen Kultfilm Youth Wars – Beobachtungen in der deutschen Provinz.

## Auszeichnungen
Zusammen mit Klaus Volkenborn und Johann Feindt wurde Siebig für den 1979 erschienenen Film Unversöhnliche Erinnerungen mit dem Preis der deutschen Filmkritik, in der Kategorie „Bester Dokumentarfilm“, ausgezeichnet.

## Filmografie
- 1979: Unversöhnliche Erinnerungen
- 1991: Youth Wars – Beobachtungen in der deutschen Provinz
- 2018: Ulli Martin – Was vorher war, das zählt nicht mehr[2]